# Indo-Partowie

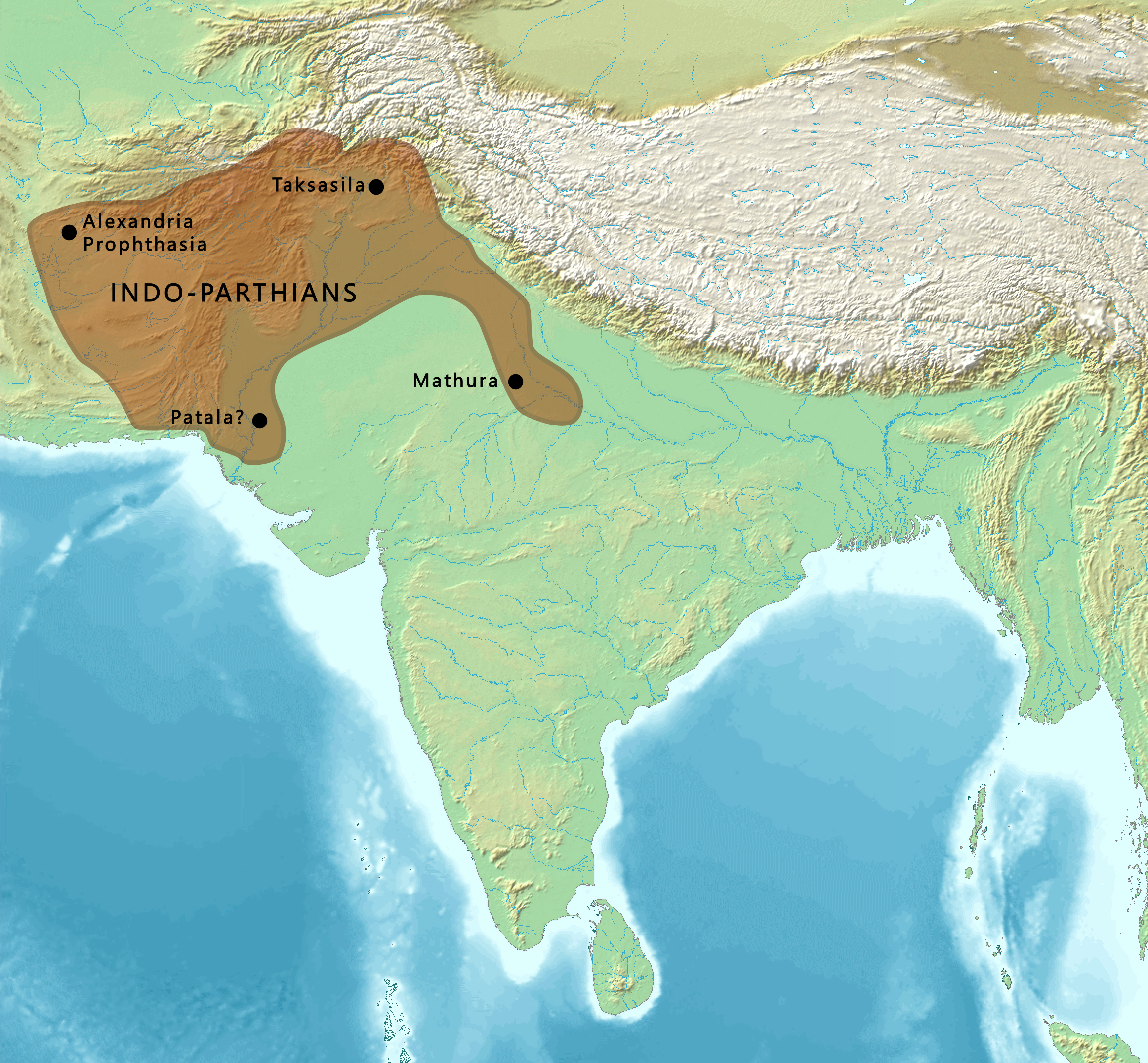
Terytoria kontrolowane przez Indo-Partów u szczytu ich potęgi

Indo-Partowie byli grupą ludów irańskich pochodzenia partyjskiego. Są przede wszystkim znani jako następcy Indo-Scytów w tym rejonie, a ich nacja, Królestwo Indo-Partów, pod przywództwem Gondofaresa (ok. 19 – ok. 50), zastąpiła tam państwo Indo-Scytów, po czym ok. I-II wieku n.e. uległa Państwu Kuszanów. 